# Râul Vâna Mică
Râul Vâna Mică este un afluent al râului Lanca Birda. 

## Hărți
- Harta județului Timiș